# Cultrim Gyaco
Cultrim Gyaco (1816. március 29. – 1837 szeptembere) Tibet 10. dalai lámája.

## Élete
1820-ban ismerték fel Lungtok Gyaco reinkarnációját egy fiúban, aki egy szegény családban született a kelet-tibeti Csamdo-ban. Akkoriban a családnak nehézséget okozott, hogy nem volt földjüknek örököse, fiuk 1822-ben mégis felvette a Cultrim Gyaco nevet és felavatták a Lhászában található Potala palotában.
A 9. dalai láma halála után nyolc évvel ismerték fel az új dalai lámát. A politikai történések ebben az időszakban elég homályosak voltak, azonban végül Palden Tenpai Nyima közbenjárásával először használták fel az arany urnát (amelyből a jelöltek neveit kihúzták) az igazi dalai láma kiválasztásához (1822. február 6-án).
1822-ben felavatták a 10. dalai lámát az arany trónra és röviddel ezután fogadalmat tett Palden Tenpai Nyimának.
1826-ban került a Drepung kolostorba, ahol mester diplomát szerzett szútra és tantra tanulmányokból. Élete hátralevő részében behatóan tanulmányozta a tibeti buddhista szövegeket.
1831-ben helyreállította a Potala palotát és tizenkilenc évesen gelong fogadalmat tett (teljes beavatás) pancsen lámának.
Hozzá látott, hogy javítson Tibet gazdasági körülményein, ám ahhoz már nem élt elég hosszú ideig, hogy intézkedései gyümölcsét megláthassa.
Folyamatosan rossz egészségi állapot gyötörte és 1837-ben, huszonegy évesen elhunyt.
A rövid életű dalai lámák időszakában – a 9–12. reinkarnációig – a pancsen láma volt Tibetben a legfőbb vallási vezető.